# Platja de Can Curt
La platja de Can Curt és una petita platja de Mallorca del terme municipal de ses Salines.
Està situada entre la platja del Dolç i la del Dofí. Té una longitud de 70 metres i una amplada de 10. Al costat de la platja hi ha un grup de casetes i escars de pescadors. És poc freqüentada per banyistes, tan sols pels veïns de la zona.
Davant d'aquesta platja hi ha nombrosos illots com l'illot de l'Estopa, l'illot petit, l'illot gros i l'illa de na Guardis.